# Sant'Alessio (opera)
Il Sant'Alessio è un dramma musicale in tre atti di Stefano Landi su libretto di Giulio Rospigliosi (il futuro papa Clemente IX), basato sulla vita di Sant'Alessio.

## Successo
Composto nel 1631, fece il suo debutto il 23 febbraio 1632 a Roma, Palazzo Barberini.
È la composizione più famosa di Landi ed una delle opere più significative del primo Barocco. Non solo fu la prima opera scritta su un soggetto storico, ma nel descrivere minuziosamente la vita interiore del santo tentò una caratterizzazione psicologica di tipo nuovo nell'ambito del teatro d'opera.
Molte delle scene comiche sono però anacronisticamente tratte dalla vita romana del XVII secolo.

## Caratteristiche
La parte di Sant'Alessio è estremamente acuta ed è stata concepita per essere cantata da un castrato, così come gran parte delle altre, comprese quelle femminili, non essendo all'epoca consentito alle donne di calcare i palcoscenici in gran parte dello Stato Pontificio. Alla prima esecuzione, metà dei cantanti provenivano dal coro papale.
L'organico orchestrale prevedeva violini, violoncelli, arpe, liuti, tiorbe e clavicembali.
Nel Sant'Alessio Landi impiegò la forma della canzona con funzione di sinfonia, per la prima volta nella storia dell'opera. Danze e sezioni comiche si alternano ad arie serie, recitativi e ad un lamento in forma di madrigale, ciò che conferisce all'opera quella varietà drammatica che contribuì al suo successo, come testimoniano le frequenti esecuzioni negli anni successivi alla prima.
Fu anche la prima opera drammatica a mescolare con successo gli stili monodici e polifonici.